# Dağ Bağırlı
Dağ Bağırlı è un comune dell'Azerbaigian situato nel distretto di Şamaxı. 